# Los simuladores
Los simuladores è una serie TV argentina che è stata trasmessa su Telefe, con due stagioni, la prima nel 2002, la seconda nel 2003, ottenendo elevato audience. La serie ha vinto il Martin Fierro d'oro 2002 ed ha avuto dei remake in Cile, Spagna, Russia e Messico.